# Wakka Bah
Alhaji Wakka Bah (Schreibvariante Waka Bah; * im 19. Jahrhundert in Bathurst; † 1923 ebenda) war ein gambischer Imam. Er trug von 1922 bis zu seinem Tode 1923 den Titel Imam Ratib of Bathurst und war damit einer der wichtigsten islamischen Führer in Gambia.

## Familie
Bah war Sohn von Sait Matty Bah (1855–1897, auch in der Schreibweise Saer Maty Ba) und Enkel von Maba Jahou Bah (1809–1867, auch in der Schreibweise Maba Jaxou Bah), dem großen gambischen Dschihadisten der Mitte des 19. Jahrhunderts. Momodou Lamin Bah (1906–1983), Sohn von Bah, wurde 1953 zum Imam Ratib of Bathurst gewählt.

## Leben
Nach dem Tode von Momadu N’Jai wurde Bah im August 1922 als Imam (Almami) der Bathurst-Moschee gewählt und trug den Titel Imam Ratib of Bathurst. Er war nur ein Jahr lang Imam, da er im folgenden Jahr starb. Sein Nachfolger wurde Omar Sowe.